# Бесідівщинський парк
Бесі́дівщинський парк і́мені Г. Переве́ри — парк-пам'ятка садово-паркового мистецтва місцевого значення в Україні. 
Розташований на північно-східній околиці села Бесідівщина Гребінківського району Полтавської області. 
Площа 27,4 га. Парк засновано ще 1946 року, але сучасний статус він отримав згідно з рішенням Полтавської обласної ради від 20 грудня 1993 року. 
У парку є невелике природне озеро. Понад 35 відсотків дерев парку мають вік понад 50 років. 
Названий на честь Григорія Перевери, вчителя молодших класів місцевої школи, який разом зі своїми учнями заклав дендропарк.